# أوسامو تشيب
أُوسامو تشيبَ (باليابانية: 千葉 修) (مواليد 22 مايو 1968)، هو لاعب كرة قدم ياباني سابق كان يلعب كحارس مرمى.

## وصلات خارجية
- أوسامو تشيب على موقع رابطة كرة القدم اليابانية للمحترفين (اليابانية)
- أوسامو تشيب على موقع قاعدة بيانات كرة القدم.إي يو (الإنجليزية)
- أوسامو تشيب على موقع عالم كرة القدم.نت (الإنجليزية)